# Isòtops del coure
El coure (Cu) presenta dos isòtops estables, el 63Cu i el 65Cu, juntament amb nombrosos radioisòtops. La majoria dels radioisòtops tenen períodes de semidesintegració de minuts o inclús menors; el de major vida, el 67Cu, té un període de semidesintegració de 61,8 hores.

Massa atòmica estàndard: 63.546(3) u.

## Taula
| Símbol del núclid | Z(p)                | N(n)                | massa isotòpica(u)  | període de semidesintegració | Espín nuclear | composició isotòpics representativa (fracció molar) | rang de variació natural (fracció molar) |
| Símbol del núclid | energia d'excitació | energia d'excitació | energia d'excitació | període de semidesintegració | Espín nuclear | composició isotòpics representativa (fracció molar) | rang de variació natural (fracció molar) |
| ----------------- | ------------------- | ------------------- | ------------------- | ---------------------------- | ------------- | --------------------------------------------------- | ---------------------------------------- |
| 52Cu              | 29                  | 23                  | 51.99718(28)#       |                              | (3+)#         |                                                     |                                          |
| 53Cu              | 29                  | 24                  | 52.98555(28)#       | <300 ns                      | (3/2-)#       |                                                     |                                          |
| 54Cu              | 29                  | 25                  | 53.97671(23)#       | <75 ns                       | (3+)#         |                                                     |                                          |
| 55Cu              | 29                  | 26                  | 54.96605(32)#       | 40# ms [>200 ns]             | 3/2-#         |                                                     |                                          |
| 56Cu              | 29                  | 27                  | 55.95856(15)#       | 93(3) ms                     | (4+)          |                                                     |                                          |
| 57Cu              | 29                  | 28                  | 56.949211(17)       | 196.3(7) ms                  | 3/2-          |                                                     |                                          |
| 58Cu              | 29                  | 29                  | 57.9445385(17)      | 3.204(7) s                   | 1+            |                                                     |                                          |
| 59Cu              | 29                  | 30                  | 58.9394980(8)       | 81.5(5) s                    | 3/2-          |                                                     |                                          |
| 60Cu              | 29                  | 31                  | 59.9373650(18)      | 23.7(4) min                  | 2+            |                                                     |                                          |
| 61Cu              | 29                  | 32                  | 60.9334578(11)      | 3.333(5) h                   | 3/2-          |                                                     |                                          |
| 62Cu              | 29                  | 33                  | 61.932584(4)        | 9.673(8) min                 | 1+            |                                                     |                                          |
| 63Cu              | 29                  | 34                  | 62.9295975(6)       | ESTABLE                      | 3/2-          | 0.6915(15)                                          | 0.68983-0.69338                          |
| 64Cu              | 29                  | 35                  | 63.9297642(6)       | 12.700(2) h                  | 1+            |                                                     |                                          |
| 65Cu              | 29                  | 36                  | 64.9277895(7)       | ESTABLE                      | 3/2-          | 0.3085(15)                                          | 0.30662-0.31017                          |
| 66Cu              | 29                  | 37                  | 65.9288688(7)       | 5.120(14) min                | 1+            |                                                     |                                          |
| 67Cu              | 29                  | 38                  | 66.9277303(13)      | 61.83(12) h                  | 3/2-          |                                                     |                                          |
| 68Cu              | 29                  | 39                  | 67.9296109(17)      | 31.1(15) s                   | 1+            |                                                     |                                          |
| 68mCu             | 721.6(7) keV        | 721.6(7) keV        | 721.6(7) keV        | 3.75(5) min                  | (6-)          |                                                     |                                          |
| 69Cu              | 29                  | 40                  | 68.9294293(15)      | 2.85(15) min                 | 3/2-          |                                                     |                                          |
| 69mCu             | 2741.8(10) keV      | 2741.8(10) keV      | 2741.8(10) keV      | 360(30) ns                   | (13/2+)       |                                                     |                                          |
| 70Cu              | 29                  | 41                  | 69.9323923(17)      | 44.5(2) s                    | (6-)          |                                                     |                                          |
| 70m1Cu            | 101.1(3) keV        | 101.1(3) keV        | 101.1(3) keV        | 33(2) s                      | (3-)          |                                                     |                                          |
| 70m2Cu            | 242.6(5) keV        | 242.6(5) keV        | 242.6(5) keV        | 6.6(2) s                     | 1+            |                                                     |                                          |
| 71Cu              | 29                  | 42                  | 70.9326768(16)      | 19.4(14) s                   | (3/2-)        |                                                     |                                          |
| 71mCu             | 2756(10) keV        | 2756(10) keV        | 2756(10) keV        | 271(13) ns                   | (19/2-)       |                                                     |                                          |
| 72Cu              | 29                  | 43                  | 71.9358203(15)      | 6.6(1) s                     | (1+)          |                                                     |                                          |
| 72mCu             | 270(3) keV          | 270(3) keV          | 270(3) keV          | 1.76(3) µs                   | (4-)          |                                                     |                                          |
| 73Cu              | 29                  | 44                  | 72.936675(4)        | 4.2(3) s                     | (3/2-)        |                                                     |                                          |
| 74Cu              | 29                  | 45                  | 73.939875(7)        | 1.594(10) s                  | (1+,3+)       |                                                     |                                          |
| 75Cu              | 29                  | 46                  | 74.94190(105)       | 1.224(3) s                   | (3/2-)#       |                                                     |                                          |
| 76Cu              | 29                  | 47                  | 75.945275(7)        | 641(6) ms                    | (3,5)         |                                                     |                                          |
| 76mCu             | 0(200)# keV         | 0(200)# keV         | 0(200)# keV         | 1.27(30) s                   | (1,3)         |                                                     |                                          |
| 77Cu              | 29                  | 48                  | 76.94785(43)#       | 469(8) ms                    | 3/2-#         |                                                     |                                          |
| 78Cu              | 29                  | 49                  | 77.95196(43)#       | 342(11) ms                   |               |                                                     |                                          |
| 79Cu              | 29                  | 50                  | 78.95456(54)#       | 188(25) ms                   | 3/2-#         |                                                     |                                          |
| 80Cu              | 29                  | 51                  | 79.96087(64)#       | 100# ms [>300 ns]            |               |                                                     |                                          |